# Astato
L'astato è l'elemento chimico di numero atomico 85 e il suo simbolo è At. Fa parte del gruppo degli alogeni.
Viene prodotto in natura dal decadimento radioattivo dell'uranio e del torio ed è il più pesante degli alogeni. Si stima che la crosta terrestre ne contenga circa 28 g e per questo è l'elemento più raro in natura. Inoltre, il suo isotopo più abbondante che è l'At-210, ha un tempo di dimezzamento massimo di 8 ore e 30 minuti, per cui è il secondo elemento naturale più instabile dopo il francio.

## Caratteristiche
Gli isotopi dell'astato non godono di vita abbastanza lunga da studiarne le proprietà, ma le misure spettroscopiche lasciano pensare a caratteristiche simili a quelle dello iodio – come quest'ultimo, è probabile che possa accumularsi nella ghiandola tiroidea. Considerazioni teoriche fanno ipotizzare che l'astato abbia un carattere metallico più marcato dello iodio. Alcune reazioni elementari in cui è coinvolto l'astato sono state condotte e studiate da ricercatori del Brookhaven National Laboratory di New York.
Con la possibile eccezione del francio, l'astato è l'elemento più raro in natura. Si stima che l'intera crosta terrestre ne contenga in tutto meno di 28 grammi.

## Storia
L'astato (dal greco ἄστατος àstatos, "instabile") fu sintetizzato per la prima volta nel 1940 da Dale Raymond Corson, Kenneth MacKenzie ed Emilio Segrè all'Università della California di Berkeley per bombardamento del bismuto con particelle alfa. Inizialmente fu chiamato alabamio (Ab) e prima ancora ipotizzato da Mendeleev con il nome di ekaiodio.

## Disponibilità
L'astato è un elemento radioattivo che si presenta in natura nei minerali di uranio e di torio. Se ne preparano i campioni bombardando bismuto con particelle alfa in un ciclotrone, ottenendo gli isotopi relativamente stabili 209At e 211At che vengono successivamente separati.

## Isotopi
Dell'astato, il meno elettronegativo degli alogeni, sono noti 41 isotopi, tutti radioattivi. Il più stabile è 210At, che ha un'emivita di 8,1 ore, il meno stabile è 213At, con un'emivita di 125 nanosecondi. 218At e 219At sono presenti in natura in quanto prodotti delle catene di decadimento, rispettivamente, dell'isotopo 238 e dell'isotopo 235 dell'uranio.

## Soluzioni
In soluzione acquosa l'astato si comporta in modo simile allo iodio, anche se le soluzioni che lo contengono devono essere estremamente diluite. L'elemento disciolto può essere ridotto da agenti come l'anidride solforosa e ossidato dal bromo. Come lo iodio, quando l'astato è sciolto in una soluzione, si può isolare ed estrarre tramite il benzene.
Inoltre l'astato presenta stati di ossidazione con caratteristiche di coprecipitazione affini a quelle dello iodio, dello ione ioduro e dello ione iodato. Potenti agenti ossidanti possono produrre uno ione astatato, ma non uno ione perastatato. Lo stato molecolare è più facilmente ottenibile ed è caratterizzato da elevata volatilità e da notevole solubilità in sostanze organiche.

## Composti
Molteplici composti dell'astato sono stati sintetizzati in quantità microscopiche e studiati il più possibile prima del suo naturale decadimento radioattivo. In particolare le reazioni a cui prende parte sono state studiate in soluzioni molto diluite di astato e, in maggiore quantità, di iodio che agisce da trasportatore, facilitando la filtrazione, la precipitazione e l'isolamento dei singoli composti. Nonostante questi composti siano di interesse principalmente teorico, sono in fase di analisi per un possibile impiego in medicina nucleare.
È molto probabile che l'astato formi legami ionici con i metalli alcalini e alcalino-terrosi come il sodio o il litio, pur non essendo reattivo come gli alogeni più leggeri. Alcuni esempi di sali dell'astato sono:
- astaturo di sodio (NaAt), un composto ipotetico, di interesse teorico nell'ambito della chimica degli alogenuri;[senza fonte]
- astaturo di magnesio (MgAt2);
- tetraastaturo di carbonio (CAt4).

Analogamente agli altri alogeni, l'astato forma un idracido, l'acido astatidrico (HAt) che, a differenza dei precedenti, presenta un minore momento di dipolo.